# 伊藤和枝
伊藤 和枝（伊藤 かずえ、1966年12月7日—），是一位出生於神奈川縣橫濱市瀨谷區的日本女演員及藝能人。她曾在神奈川縣立希望丘高等學校成為兼職輟學後，1978年開始加入演藝圈。到了2007年，她最出名的是以超級戰隊系列特攝作品《獸拳戰隊激氣連者》之中飾演真咲美希，以及在2009年的《侍戰隊真劍者》飾演白石響子。2013年8月上旬与中川泰协议离婚，结束了约13年半的婚姻生活，伊藤拥有女儿的监护权。
伊藤和枝目前是堀製作公司的旗下藝人。

## 出演

### 電視劇
- 獸拳戰隊激氣連者 － 真咲美希 ・ 第33話 － 瑤泉院（2007年）
- 華麗的間諜 － 平原泉（2009年）
- 侍戰隊真劍者 － 白石響子（白石茉子的媽媽）（2009年，第34集客串）
- 自戀刑警 － 羽柴（2010年）
- 仁醫 第二部 － 上臈御年寄（2011年，第2話客串）
- 抓住明日的光 -2013夏- － 梅井加代（2013年）
- 校閱女孩 － 櫻川葵（2016年，第8集客串）
- 魔進戰隊煌輝者 － 真咲美希（2019年）

### 電影
- 電影版 獸拳戰隊激氣連者 NEINEI!HOHO!香港大決戰 － 真咲美希（2007年）
- 獸拳戰隊激氣連者VS冒險者 － 真咲美希（2008年）
- 劇場版 炎神戰隊轟音者VS激氣連者 － 真咲美希（2009年）

### 配音作品
- 浪客劍心 － 朱羅

## 外部連結
- （日語） 堀製作網站內的伊藤和枝官方檔案 （页面存档备份，存于）
- （日語） kazue Diary - 官方部落格
- 伊藤和枝的Ameba部落格（日語）
- 伊藤和枝的X（前Twitter）（日語）